# Pierre Sallée
 (octobre 2022).
Pierre Sallée, né en 1933 et mort le 17 octobre 1987,, est un ethnomusicologue français (membre de l'ORSTOM, actuel IRD), spécialiste des musiques du Gabon.

## Formation

### Formation musicale
En 1956, Il a obtenu une licence de concert en piano à l'ENS. Trois ans plus tard, en 1959, elle a décroché un certificat d'aptitude à l'enseignement musical. Sa formation s'est encore étoffée en 1982, lorsqu'il a réussi l'agrégation d'éducation musicale et de chant choral.

### Formation universitaire
Pierre Sallée est un universitaire distingué, ayant consacré de nombreuses années à l'étude de l'ethnologie et de la linguistique. Il a commencé ses études supérieures par l'obtention d'un certificat en Ethnologie à la Sorbonne en 1963, marquant le début de son immersion dans le domaine. Plus tard, en 1974-1975, il a élargi son champ de compétences en décrochant une licence en Linguistique générale à l'Université Paris V. Il a ensuite poursuivi des études spécialisées à l'Institut national des langues et civilisations orientales (INALCO), où il a obtenu un certificat en Ethnolinguistique africaine et s'est initié au Kikongo. En 1986, il a obtenu un doctorat en Ethnologie à l'université Paris X Nanterre.

## Carrière professionnelle
- Chargé de recherche à l'ORSTOM en 1964 au Gabon
- Maitre de recherche à l'ORSTOM en 1977
- Attaché au Musée des arts et traditions de Libreville, responsable de la section "Ethnomusicologie, littérature orale, vie traditionnelle"
- Chargé de cours à l'Institut national de musique d'Alger
- Chargé de cours à l'université de Mets, Lyon, Paris X Nanterre
- Maître de conférence en ethnomusicologie à l'université Paris X Nanterre en 1987

### Missions
En 1962, il a été nommé par le Centre National de la Recherche Scientifique (CNRS) pour effectuer une mission ethnographique au Togo. Il a également effectué plusieurs missions ethnographiques au Gabon entre 1965 et 1978.

## Travaux et publications

### Thèse
- Pierre Sallée et Gilbert Rouget (dir.), L'Arc et la harpe, contribution à l'histoire de la musique du Gabon (thèse de doctorat), Université de Paris X Nanterre, 1985 (lire en ligne)Non publiée.

### Monographies
- Pierre Sallée, Un aspect de la musique des Batéké du Gabon : le grand Plurairc Ngomi et sa place dans la danse Onkila (essai d'analyse formelle d'un document de musique africaine), Libreville, 1966.
- Pierre Sallée, Un musicien gabonais célèbre Rempano Mathurin : sa place dans la musique traditionnelle N'Komi, Libreville, 1966.
- Pierre Sallée, Otto Gollnhofer et Roger Sillans, Art et artisanat tsogho, Paris, Office de la recherche scientifique et technique outre-mer, 1975.
- Pierre Sallée, Deux études sur la musique du Gabon, Paris, Travaux et documents de l'Orstom,, 1978 (lire en ligne), chap. 85Réunis les deux contributions présentées en 1966 au Festival des Arts Nègres de Dakar.
- Pierre Sallée et Geneviève Dournon, Musique de l'Afrique noire, Metz, 1982.

### Articles et chapitres
- « Les arts musicaux », dans Gabon, cultures et techniques, Libreville, Orstom, 1969.
- « La musique aux Royaumes de Kongo, Loango et Mutoko aux XVIe et XVIIe siècles », dans Musikgeschichte in Bildern, ZentralAfrika, Leipzig, 1985.
- « Éléments pour une histoire de la musique africaine. La harpe de Praetorius et la musique du Gabon », dans Ethnomusicology and the Historical Dimension, Londres, Margot Lieth Philipp, 1986.
- « Une ethno-histoire de la musique des peuples bantu est-elle possible ?. », Journal des africanistes, t. 69 fascicule 2,‎ 1999, p. 163-168 (lire en ligne).

## Disques
- Gabon : musiques des mitsogho et des bateke, Paris : Radio France et Musée de l'Homme, P. 1975[3]
- Gabon : musique des Pygmées Bibayak, chantres de l'Epopée (music of the Bibayak Pygmies, Epic cantors), Paris : Radio-France, P. 2001

## Film
- Disoumba, Liturgie musicale des Mitsogho du Gabon central[4]